# Acmaeodera depressa
Acmaeodera depressa  (лат.) — вид жуков-златок рода Acmaeodera из подсемейства Polycestinae (Acmaeoderini). Распространён в Новом Свете. Кормовым растением имаго являются Sphaeralcea sp., Encelia sp., Melampodium leucanthum (Barr 1972:163), а у личинок — Fouquieria splendens (Barr 1972:163).
Вид был впервые описан в 1972 году американским колеоптерологом Уильямом Барром (William F. Barr, University of Idaho, Moscow, США).